# Gondwana (forskningsstation)

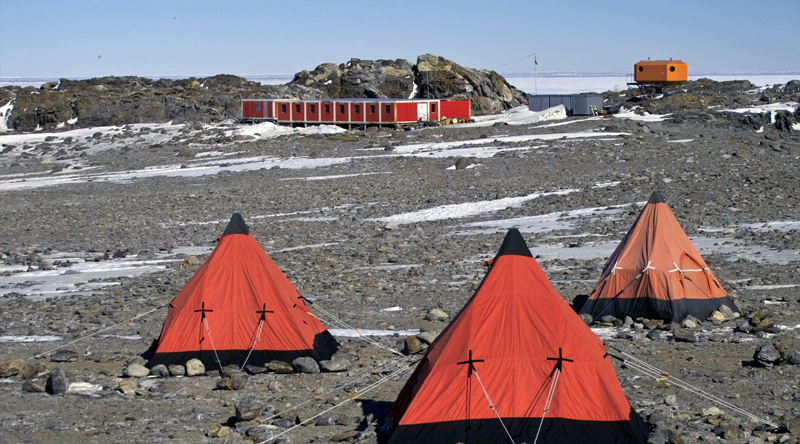
Stationen med sovtält i januari 2006

Gondwana-stationen är en tysk forskningsstation vid Terra Nova Bay i Antarktis. Den byggdes 1983, och är uppkallad efter kontinenten Gondwana. Som namnet antyder är forskning om kontinenternas utveckling viktig för stationen, som är specialiserad på geologi, och som drivs av Bundesanstalt für Geowissenschaften und Rohstoffe (BGR).